# Олівія Фері
Олівія Фері (фр. Olivia Féry; нар. 27 квітня 1973) — колишня французька тенісистка.
Найвищу одиночну позицію світового рейтингу — 225 місце досягла 10 червня 1991, парну — 218 місце — 30 вересня 1991 року.
Здобула 2 одиночні титули туру ITF.
Завершила кар'єру 2000 року.

## Фінали ITF
| Легенда         |
| --------------- |
| Турніри $25,000 |
| Турніри $10,000 |

### Одиночний розряд (2–0)
| Результат | Ранг | Дата             | Турнір          | Покриття | Суперниця       | Рахунок             |
| --------- | ---- | ---------------- | --------------- | -------- | --------------- | ------------------- |
| Перемога  | 1.   | 29 жовтня 1990   | Мекнес, Марокко | Ґрунт    | Барбара Колле   | 6–1, 6–2            |
| Перемога  | 2.   | 5 листопада 1990 | Fez, Марокко    | Ґрунт    | Есмір Гогендорн | 1–6, 6–3, 7–6(11–9) |

### Парний розряд (0–2)
| Результат | Ранг | Дата           | Турнір                   | Покриття | Партнерка        | Суперниці                         | Рахунок       |
| --------- | ---- | -------------- | ------------------------ | -------- | ---------------- | --------------------------------- | ------------- |
| Поразка   | 1.   | 2 липня 1990   | Шербур-Октевіль, Франція | Ґрунт    | Александра Фусаї | Кора Ліннеман Луїс Флемінг        | 4–6, 3–6      |
| Поразка   | 2.   | 24 червня 1991 | Кальтаджіроне, Італія    | Тверде   | Александра Фусаї | Сільвія Фаріна-Елія Міяуті Місумі | 7–6, 4–6, 4–6 |